# Zimbabwes flag
Zimbabwes flag blev taget i brug 18. april 1980. Figuren på billedet symboliserer en statue som blev fundet i ruinerne af Great Zimbabwe. Fuglen symboliserer Zimbabwes historie, mens den røde stjerne under den symboliserer kampen for selvstændighed.
| Flag | Spire Denne artikel om flag eller vexillologi er en spire som bør udbygges. Du er velkommen til at hjælpe Wikipedia ved at udvide den. |